# Heròdium
|  | No s'ha de confondre amb Erodium. |

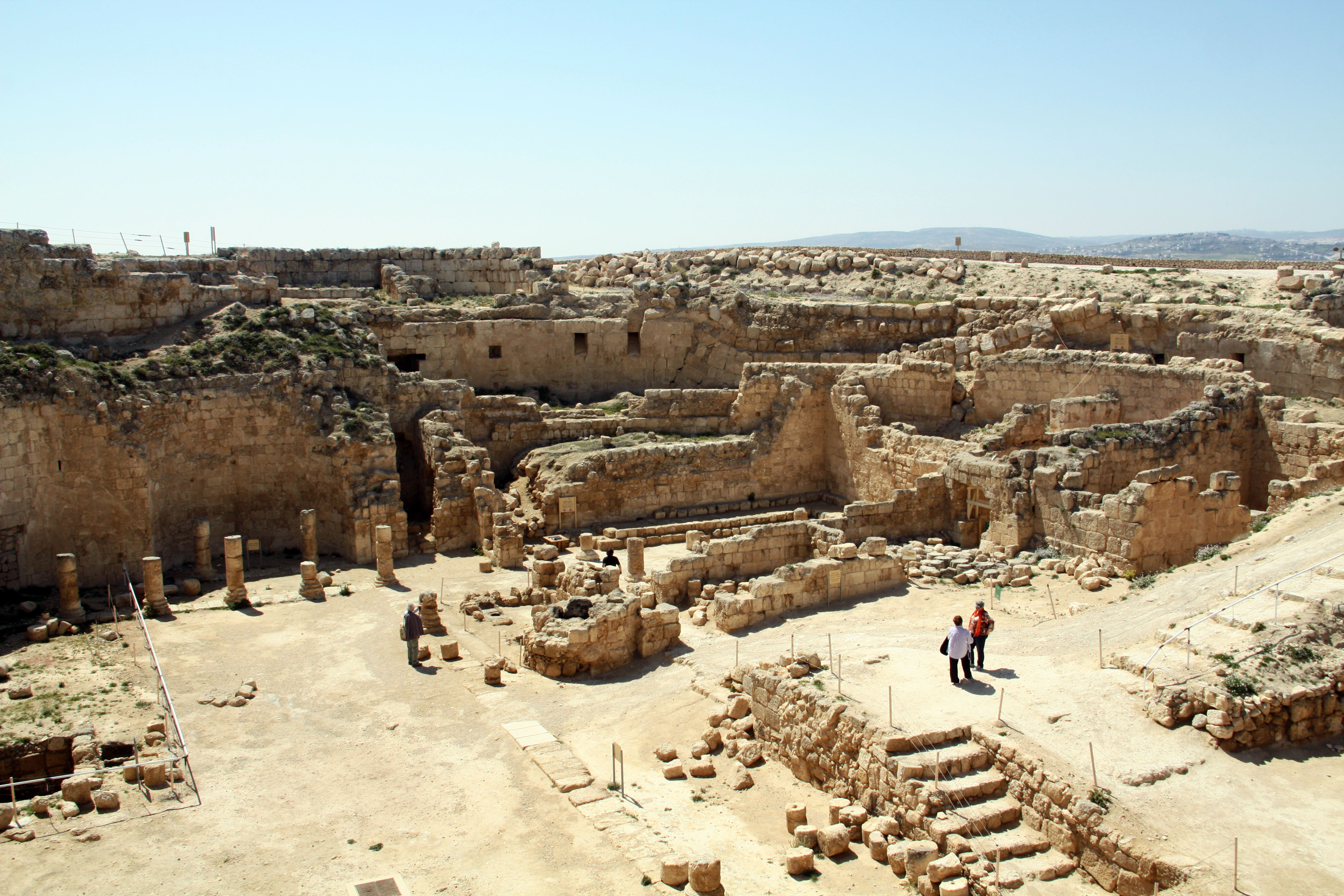
L'interior

L'Heròdium, o Heròdion Superior és un palau castell construït pel rei Herodes el Gran entre els anys 23 i 20 a C (després d'una victòria militar sobre els asmoneus de Jerusalem) dalt un pujol actualment amb forma de con truncat, el cim del qual es troba a 758 m sobre el nivell de la mar i 300 m sobre el desert i té una magnífica vista panoràmica. Es troba a 12 quilòmetres al sud de Jerusalem i prop de Tekoa, i formava un conjunt amb l'Herodium Inferior. Se'n conserven les ruïnes i el pujol dalt del qual es troben s'anomena en àrab Djebel al-Fureidis: ha estat excavada des del 1962. S'hi referí Flavi Josep (Guerra I, 31, 10; Antiguitats XIV, 323-325).
Al peu del turó es van construir edificis pel rei i la seva família, i els seus amics; tota la plana fou coberta d'edificis formant una ciutat (Herodium inferior). Herodes, un idumeu, preferia aquesta ciutat a Jerusalem com a lloc de descans. Aquí fou enterrat Herodes després de morir a Jericó. Una toparquia va prendre el nom de la ciutat, però la seva esplendor degué ser efímera perquè després de la brillant descripció de Josefus, no l'esmenta Ptolemeu. Fou usada com a fortalesa a la Primera revolta jueva (66-73) i fou conquerida i destruïda pels romans l'any 71, quan Lucilius Bassus i la seva X legió Fretense anava cap a Masada. Heròdium, Masada i Macaerus foren els tres darrers reductes de resistència jueus. Abandonada, es va tornar a usar en la Segona revolta jueva (132-135) i després va restar buida fins al segle v, en què va tornar a ser poblada com a centre religiós i fou ocupada per una comunitat monàstica. Jerònim parla d'una vila anomenada Bethaccarem. A la part baixa s'han trobat tres esglésies.
Ha estat identificat amb el puig dels Francs de les croades (que suposadament va resistir fins a 40 anys després de la caiguda de Jerusalem, però segurament no és més que una llegenda apareguda el 1483 en l'obra de Felix Fabri Evagatorium: de Monte Rama et ejus Oppido fortissimo, que els àrabs anomenaven ja llavors Al-Fureidis, traduït com 'el petit paradís', però d'altres diuen que és simplement una corrupció d'Herodis. Té al sud-est el Wadi Urtas.
Té una planta circular amb una torrassa embotida dins el mur i tres torres circulars adossades, aquella i aquestes orientades als punts cardinals. La muntanya era folrada de pedra i s'hi pujava per una escala subterrània. El mur feia 30 m d'alçada i tenia set plantes, dues de les quals eren subterrànies. Dins el pati circular s'encabia el palau, de dues plantes, amb un atri amb peristil. També hi hagué una sinagoga.
Hom ha relacionat la planta circular de l'Heròdium superior, la disposició de les seves torres i la situació encimbellada dalt d'un puig amb la planta, les torres i la situació del castell de Bellver (Palma).
El 6 de maig del 2007 un equip israelià va anunciar que havia descobert a l'Herodium la tomba d'Herodes el Gran.